# Línea 8 (autobuses urbanos de Granada)
La línea 8 es una línea regular de autobús urbano de la ciudad española de Granada. Es operada por la empresa Transportes Rober.
Realiza el recorrido comprendido entre Moreno Dávila y el Parque Tecnológico de Ciencias de la Salud, a través del eje avenida de la Constitución-Gran Vía. Tiene una frecuencia media de 10 a 15 minutos.
Al atravesar varias zonas de especial interés, como el campus universitario de Cartuja, es una de las líneas más utilizadas.

## Recorrido
La línea se inicia en Parque Nueva Granada y recorre la zona más al noreste del barrio de Almanjáyar. En los días lectivos, se adentra en el campus de Cartuja de la Universidad de Granada, mientras que en los días no lectivos altera su recorrido, siendo más directo. Cruza el centro de la ciudad en un tramo común con la mayoría del resto de líneas entre avenida de la Constitución y acera del Darro. Después atraviesa en barrio del Zaidín para ser la única línea que se adentra en el Parque Tecnológico de Ciencias de la Salud.
Enlaza con el Metropolitano de Granada en el Parque Tecnológico de Ciencias de la Salud.